# Zespół Pieśni i Tańca Ziemi Bydgoskiej
Zespół Pieśni i Tańca Ziemia Bydgoska – bydgoski zespół folklorystyczny istniejący od 1958.

## Charakterystyka
Zespół jest Organizacją Pożytku Publicznego i liczy około 150 osób: chórzystów, tancerzy i muzyków w różnym wieku. Popularyzuje kulturę ludową Regionu Kujawsko-Pomorskiego: Kaszub, Kujaw i Pałuk. Posiada także w swoim repertuarze pieśni i tańce innych regionów Polski oraz krajów Europy.

## Historia
Zespół został utworzony w 1958 roku w oparciu o istniejący przy Filharmonii Pomorskiej Chór Chłopięcy. Do młodych śpiewaków dokooptowano 20–osobową orkiestrę i 30–osobowy balet, tworząc w ten sposób zrąb zespołu tanecznego. Pod koniec 1958 roku otrzymał status stowarzyszenia kulturalnego.
Do najbardziej zasłużonych pedagogów zespołu należeli m.in.: Izabela Cywińska, Jan Drzewiecki, Ryszarda Dudzik, Jadwiga Gotowicz, Zenon Kaszubski, Kazimierz Przybylski, Mieczysław Rymarczyk, Hanna Skórska. Wiele utworów skomponował i zaaranżował dla artystów bydgoski kompozytor Bogdan Riemer, zaś kostiumy pochodziły „spod ręki” Marzeny Przybylskiej.
W początkowym okresie repertuar zespołu bazował wyłącznie na folklorze Kujaw, Krajny, Pałuk, Kaszub i Kociewia. Potem włączono pieśni i obrazki taneczne pochodzące z innych stron Polski, a także (pod kątem zagranicznych wyjazdów) muzykę ludową innych narodów. Począwszy od lat 60. XX wieku zespół wyjeżdżał regularnie na tournée zagraniczne: do krajów socjalistycznych oraz Europy Zachodniej. Do końca lat 90. XX wieku ZPiTZB zaliczył ważniejsze przeglądy folklorystyczne w niemal całej Europie. Występował m.in. w Monako, parlamencie duńskim w Kopenhadze, Niemczech, Hiszpanii, we Włoszech, Francji i na Litwie. Jego spektakle transmitowały stacje telewizyjne takie jak: TVP, TV Polonia i RAI. Od lat 90. XX wieku współpracuje z Pałacem Młodzieży w Bydgoszczy.
Zespół Pieśni i Tańca „Ziemia Bydgoska” w środowisku artystycznym jest jedną z najaktywniejszych grup amatorskich, która jako jedna z niewielu kultywuje piękno kultury ludowej i narodowej. 
Zespół reprezentował miasto i region na festiwalach krajowych i zagranicznych m.in. w Turcji, Gruzji, we Włoszech, Hiszpanii, Francji, Niemczech, Danii, Serbii, Rumunii, Macedonii, a także imprezach promocyjnych i wydarzeniach sportowych jak np. w 2004 na Igrzyskach Olimpijskich w Atenach. W 2010 zespół koncertował w Chinach w mieście zaprzyjaźnionym Bydgoszczy – Ningbo, a także na Światowej Wystawie „EXPO 2010” w Szanghaju, w 2011 brał udział w uroczystościach związanych z przejęciem prezydencji przez Polskę, współpracował również z Orkiestrą Wojskową Inspektoratu Wsparcia Sił Zbrojnych podczas Festiwalu Orkiestr Wojskowych w Gdyni. W ubiegłym roku, na specjalne zaproszenie Polonii, uczestniczył w Międzynarodowym Festiwalu Folklorystycznym w Bridgeport, Connecticut, USA. Rok 2013 był rokiem jubileuszowym – w grudniu odbyły się dwa galowe koncerty w Operze Nova w Bydgoszczy.
„Ziemia Bydgoska” aktywnie udziela się również w lokalnych uroczystościach zapewniając oprawę artystyczną wielu wydarzeń oraz jest organizatorem okazjonalnych koncertów dla mieszkańców Bydgoszczy i okolic.

## Prezesi i kierownicy artystyczni
W 1958 roku prezesem został inż. Edmund Gorzaniak, uważany za ojca chrzestnego zespołu. Funkcję tę pełnił do 1983 roku, potem jego obowiązki przejął Józef Michałowski, a od końca lat 80. Andrzej Dyakowski. Zmieniali się też kierownicy artystyczni; początkowo był nim Józef Szurka, a następnie: Longin Orski, Józef Klimanek, Andrzej Michalski. Jolanta Nawrotek. Obecnie kierownikiem artystycznym oraz prezesem Stowarzyszenia jest Elżbieta Kornaszewska.